# Boulevard Maurice-Duplessis
Pour les articles homonymes, voir Duplessis.
Le boulevard Maurice-Duplessis est une voie de Montréal. 

## Situation et accès
Ce boulevard d'orientation est-ouest du nord de l'Ile de Montréal, est situé entre les boulevards Henri-Bourassa et les boulevards Léger et Perras dans les arrondissements de Montréal-Nord et de Rivière-des-Prairies–Pointe-aux-Trembles.
L'artère fait au total 10,4 kilomètres de long. À l'ouest, le secteur est surtout résidentielle et commerciale et débute au boulevard Sainte-Colette à Montréal-Nord comme petite rue à une voie par direction jusqu'au boulevard Langelier pour ensuite devenir un boulevard à 2/3 voies par direction jusqu'à l'avenue Olivier-Lejeune dans le quartier Rivière-des-Prairies et retombe à une voie par direction jusqu'au boulevard Saint-Jean-Baptiste près de la Gare Rivière-des-Prairies de la ligne de Train de banlieue Montréal/Repentigny–Mascouche, puis redevient un boulevard à 2 voies par direction jusqu'à la 89e avenue et retombe à une voie par direction jusqu'à son terminus à la bretelle d'accès de l'Autoroute 40 ouest au km 89 de cette dernière.
Le boulevard est desservi par les autobus de la STM dans sa partie à l'ouest surtout par les circuits 48 et 49 qui relient l'arrondissement au  Terminus Henri-Bourassa.

## Origine du nom
Il est nommé en l'honneur de l'ancien premier ministre Unioniste Maurice Duplessis (1890-1959) qui a été à la tête du gouvernement québécois de 1936 à 1939 et de 1944 à sa mort à Schefferville en 1959.